# Katra
Katra — фінський симфо-готик-метал-гурт із міста Тампере, що був утворений вокалісткою Катрою Солопуро в 2006 році. Восени 2007 року гурт випустив свій дебютний альбом під лейблом Edel Records — «Katra». В листопаді 2007 року гурт заключив контракт із музичним лейблом Napalm Records. Другий студійний альбом «Beast Within» вийшов у серпні 2008. В жовтні 2010 року вийшов третій студійний альбом — «Out of the Ashes».

## Склад
Теперішній колектив
- Катра Солопуро — вокал (2006—дотепер)
- Крістіан Кангасніємі — гітари (2006—дотепер)
- Йоханес Толонен — бас-гітара (2006—дотепер)
- Теему Метес'ярві — гітари (2009—дотепер)
- Матті Ауеркалліо — ударні (2009—дотепер)

Колишні учасники
- Яні Вілунд — клавіші
- Том "Тома" Гардінер — гітари
- Яакко Ярвесіву — ударні (2006—2009)

## Дискографія
Студійні альбоми
- 2007: Katra
- 2008: Beast Within
- 2010: Out of the Ashes

Сингли
- 2006: Sahara
- 2007: Tietäjä/Vaaratar
- 2010: One Wish Away

Музичні відео
- 2007: Tietäjä
- 2008: Beast Within
- 2010: One Wish Away